# Фізкультура і спорт (журнал)
Фізкультура і спорт — радянський і російський ілюстрований науково-популярний і літературно-художній журнал з проблем фізичної культури і спорту, що видається в Москві російською мовою.

## Історія
Перший номер журналу «Фізкультура і спорт» побачив світ 15 травня 1922 року.
У різний час журнал був органом організацій, що відповідають за розвиток фізичної культури і спорту в країні — Всевобуча, потім Всесоюзної ради фізичної культури при ЦВК СРСР, пізніше Комітету у справах фізичної культури і спорту Ради міністрів СРСР, а потім і Держкомспорту Російської Федерації.
Спочатку часопис мав науково-популярну спрямованість. У ньому періодично друкувалися статті з теоретичних і методичних питань різних видів спорту, але до другої половини 1950-х років, після початку виходу журналів «Легка атлетика», «Спортивні ігри», «Фізична культура в школі», такі статті зникають з його змісту.

## Редактори
- 1928—1934 — Михайлов Василь Михайлович;
- 1934—1935 — Єсаян А. М.;
- 1935—1935 — Дьомін І.;
- 1935—1936 — Полуянов П.;
- 1936—1936 — Єщин Давид Борисович;
- 1936—1937 — Іттін Арон Григорович;
- 1937—1937 — Аристов Б.;
- 1937—1938 — Редколегія;
- 1938—1939 — Зеліков А.;
- 1939—1941 — Редколегія;
- 1945—1946 — Редколегія;
- 1946—1947 — Симонов Євген Дмитрович;
- 1947—1954 — Петухов П. М.;
- 1954—1971 — Соболєв Петро Олександрович;
- 1971—1973 — Тарасов Микола Олександрович;
- 1973—1992 — Чайковський Анатолій Михайлович;
- 1992—2017 — Сосновський Ігор Юрійович;
- 2017—дотепер — Богатирьов Євгеній Григорович.

## Додатки до журналу
- 1996—2013 (38 випусків) — Золота бібліотека здоров'я